# Stanford (Illinois)
Stanford és una població dels Estats Units a l'estat d'Illinois. Segons el cens del 2000 tenia 670 habitants.

## Demografia
Segons el cens del 2000, Stanford tenia 670 habitants, 236 habitatges, i 190 famílies. La densitat de població era de 680,8 habitants/km².
Dels 236 habitatges en un 43,6% hi vivien nens de menys de 18 anys, en un 62,3% hi vivien parelles casades, en un 14,8% dones solteres, i en un 19,1% no eren unitats familiars. En el 16,1% dels habitatges hi vivien persones soles el 7,2% de les quals corresponia a persones de 65 anys o més que vivien soles. El nombre mitjà de persones vivint en cada habitatge era de 2,84 i el nombre mitjà de persones que vivien en cada família era de 3,14.
Per edats la població es repartia de la següent manera: un 29,9% tenia menys de 18 anys, un 10,4% entre 18 i 24, un 30,3% entre 25 i 44, un 20,3% de 45 a 60 i un 9,1% 65 anys o més.
L'edat mediana era de 33 anys. Per cada 100 dones de 18 o més anys hi havia 88,8 homes.
La renda mediana per habitatge era de 49.375 $ i la renda mediana per família de 52.639 $. Els homes tenien una renda mediana de 35.500 $ mentre que les dones 27.813 $. La renda per capita de la població era de 18.687 $. Aproximadament el 2,3% de les famílies i el 3,7% de la població estaven per davall del llindar de pobresa.

## Poblacions més properes
El següent diagrama mostra les poblacions més properes.